# Elias Mendes Trindade
Elias Mendes Trindade (1985. május 16. –) vagy egyszerűen Elias (Spanyolországban Elías) brazil labdarúgóközéppályás, a brazil Flamengo játékosa a portugál Sportingtól kölcsönben.

## Pályafutása

### Klubcsapatban
2010. december 5-én jelentették be, hogy Corinthiansból a spanyol Atlético de Madridba megy 2011 januárjában.
2011. augusztus 29-én a portugál Sporting CP csapatába szerződött. Vételára 8,85 millió euró volt, ötéves szerződést írt alá a klubnál. A Sporting 40 millió eurós kivásárlási feltételt szabott ki új játékosára.
2013 januárjában kölcsönadták a riói Flamengo csapatának.

### Válogatottban
2010. szeptember 23-án Mano Menezes (korábbi edzője a Corinthiansben) behívta a válogatottba. a 2011-es Copa América tornán is részt vett.